# Tadzjikistanska inbördeskriget
Tadzjikistanska inbördeskriget var en väpnad konflikt i Tadzjikistan som pågick mellan 1992 och 1997. Konflikten inleddes i maj 1992 när väpnat uppror bröt ut i staden Gharm och i regionen Gorno-Badachsjan mot presidenten Rahmon Nabijev och dennes regering. Oroligheterna spred sig sedan snabbt över stora delar av landet. Rebellgrupperna som stred mot regeringen var dels islamister som ville stärka islams ställning i landet och dels olika liberala grupper som ville införa demokrati efter västerländsk förebild. Rebellerna organiserade sig gemensamt under namnet Förenade Tadzjikiska oppositionen. Den tadzjikistanska regeringen fick aktivt stöd från regeringarna i Ryssland, Uzbekistan, Kazakstan samt Kirgizistan medan rebellerna fick visst stöd från al-Qaida och från Afghanistan. 
Merparten av konflikten utkämpades i landets södra delar, men hela landet drabbades hårt. Striderna pågick som värst under 1992 men inbördeskriget pågick fram till 1997 innan parterna kunde enas om ett fredsavtal enligt vilket regeringen, nu under ledning av Emomalii Rahmon, behöll makten men tvingades till flera eftergifter gentemot rebellerna och företrädarna för förenade tadzjikiska oppositionen gavs ökat politiskt och militärt inflytande. 
Exakt hur många som dog i konflikten är oklart men uppskattningar tyder på mellan 20 000 - 60 000 döda och omkring 1,2 miljoner människor blev antingen internflyktingar i landet eller flydde till grannländerna. Stora delar av landets infrastruktur förstördes och landets ekonomi drabbades mycket hårt.